# Bernard Santona

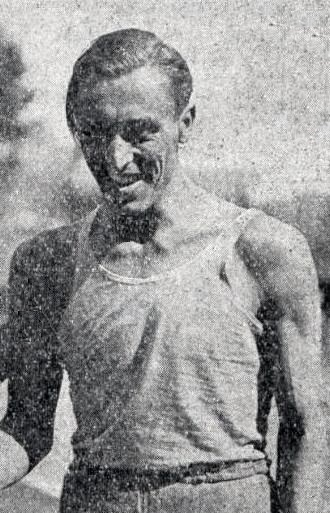
Bernard Santona im August 1947

Bernard Santona (* 10. November 1921 in Pontailler-sur-Saône; † 1. Februar 1978 in Dijon) war ein französischer Sprinter und Handballspieler.
Bei den Europameisterschaften 1946 in Oslo siegte er zusammen mit Yves Cros, Robert Chef d’Hôtel und Jacques Lunis in der 4-mal-400-Meter-Staffel.
1947 wurde er Französischer Meister über 400 Meter.
Er nahm mit der Französischen Nationalmannschaft an den Feldhandball-Weltmeisterschaften 1952 und an der Hallenhandball-Weltmeisterschaft 1954. Mit Frankreich hat er 23 Spielen zwischen 1946 und 1955 gespielt.

## Persönliche Bestzeiten
- 200 m: 22,4 s, 1943
- 400 m: 48,8 s, 1947